# هان جی هیون
هان جی هیون ( متولد ۲۱ مارس،۱۹۹۶) بازیگر اهل کره جنوبی است. از مهمترین نقش‌های وی بازی در سریال‌های وزش باد (۲۰۱۹) و پنت‌هاوس: جنگ در زندگی (۲۰۲۰تاکنون) و تشویق کن  قابل اشاره هستند.

## فیلم شناسی

### فیلم
| سال  |                       | نقش                  | منبع  |
| ---- | --------------------- | -------------------- | ----- |
| ۲۰۲۱ | سوبوک                 | دانش آموز در فروشگاه | [ ۳ ] |
| ۲۰۲۱ | سر همه چیز شرط میبندم | کانگ سئون می         | [ ۴ ] |

### سریال های تلویزیونی
| سال                   | عنوان تشویق کن | شبکه SBS     | نقش دو هه یی | یادداشت | منبع  |
| ۲۰۱۹                  | عنوان تشویق کن | شبکه SBS     | نقش دو هه یی | یادداشت | منبع  |
| --------------------- | -------------- | ------------ | ------------ | ------- | ----- |
| ۲۰۱۹                  | وزش باد        | JTBC         | لی سون کیونگ |         | [ ۵ ] |
| ۲۰۲۰-۲۰۲۱             | وزش باد        | JTBC         | لی سون کیونگ |         | [ ۵ ] |
| پنت هاوس:جنگ در زندگی | SBS            | جو سوک کیونگ | فصل ۱-۳      | [ ۶ ]   |       |

### سریال های اینترنتی
| سال  | عنوان                  | شبکه       | نقش          | منبع  |
| ۲۰۱۷ | عنوان                  | شبکه       | نقش          | منبع  |
| ---- | ---------------------- | ---------- | ------------ | ----- |
| ۲۰۱۷ | روح راننده             | ناور تی وی | جین هوی      | [ ۷ ] |
| ۲۰۱۸ | Today's Taromance      | یوتیوب     | یو این جئونگ | [ ۸ ] |
| ۲۰۱۹ | What a Wonderful World | ناور تی وی | جو اه یونگ   | [ ۹ ] |

## جوایز و نامزدی ها
| سال  | مراسم                        | بخش                       | کار نامزد شده | نتیجه | منبع  |
| ۲۰۲۱ | مراسم                        | بخش                       | کار نامزد شده | نتیجه | منبع  |
| ---- | ---------------------------- | ------------------------- | ------------- | ----- | ----- |
| ۲۰۲۱ | Brand Customer Loyalty Award | بهترین بازیگر تازه کار زن | هان جی هیون   | برد   | [ ۹ ] |

## لینک های خارجی
- Official website (به کره‌ای)
- هان جی هیون در اینستاگرام